# Al Jarreau
Al Jarreau, właśc. Alwyn Lopez Jarreau (ur. 12 marca 1940 w Milwaukee, zm. 12 lutego 2017 w Los Angeles) – amerykański wokalista jazzowy.

## Życiorys
Był synem pastora Kościoła Adwentystów Dnia Siódmego – piątym spośród szóstki dzieci. Cała rodzina Ala Jarreau interesowała się muzyką, ale do rozpoczęcia muzycznych improwizacji zachęcił Ala jego brat. Al chciał zostać, jak jego ojciec, pastorem. Jako dziecko był bardzo religijny. Gdy szedł do college’u wielu myślało, że zostanie sportowcem (koszykarzem lub baseballistą), tak się jednak nie stało.
Podczas swoich studiów (studiował psychologię) zaczął dawać pierwsze koncerty – jego pierwsze trio nazywało się Indigos. W 1966 roku Al zdobył tytuł magistra psychologii. Przeniósł się do San Francisco, gdzie przez dwa lata pracował w opiece społecznej. W 1968 zaczął zarabiać na życie jako muzyk. Początkowo współpracował z Julio Martinezem w Sausalito. Z końcem roku 1968 przeniósł się do Los Angeles. Będąc gościnnie w Nowym Jorku poznał Quincy’ego Jonesa.
W następnych latach Al próbował podpisać kontrakt z wytwórnią płytową. Jednak czas ten był czasem ogromnej popularności rock and rolla i nikt nie był zainteresowany jazzem ani muzyką jaką gra Al. W 1971 roku Al Jarreau przeprowadził się ponownie – tym razem do Kalifornii.
Zimą 1974/1975 w Troubadour w Hollywood dwóch łowców talentów z wytwórni Warner Bros. usłyszało i zobaczyło Ala. Byli zachwyceni jego talentem i charyzmą. Al podpisał kontrakt na 20 lat. Już w 1975 roku wydał swój pierwszy album „We Got By”. Miał wtedy 35 lat, a był to początek jego wielkiej kariery. Album „We Got By” nie odniósł wielkiego sukcesu aż do legendarnego koncertu „Onkel Poe’s” (który odbył się w 36. urodziny Ala), na który zaprosił Ala Sigi Loch. Po koncercie (i późniejszej europejskiej trasie koncertowej) Al zebrał niezwykle przychylne głosy krytyków. Był nazywany m.in. „człowiekiem z orkiestrą w głosie”, „cudownym głosem z USA”. Improwizował naśladując głosy instrumentów i różne melodie. Wtedy też powstała jego wersja utworu „[Take Five]”, którego odtąd domagali się fani na wszystkich koncertach. Al Jarreau nie był tylko muzykiem, ale i artystą estradowym. Mówił do swoich fanów, rozmawiał z nimi, świetnie bawił się ze swoim zespołem. To wszystko stworzyło wspaniałą, żywą atmosferę wokół jego występów.
Swoją muzykę nazywał „Youmbination music” lub „Jarreau-Music”. Jego albumy były mieszanką popu, funku, soulu, rhythm and bluesa, salsy, jazzu. Jego drugi album nagrany na koncercie (na stadionie Wembley) został wydany w 1985 roku. W 1985 wziął udział w nagraniu charytatywnego singla „We Are the World”. W 1987 powstała piosenka „Moonlighting” – tytułowa piosenka do serialu o tym samym tytule (polski tytuł: „Na wariackich papierach”).
W 1994 roku spełniło się jego marzenie – nagrał album ze swoimi ulubionymi muzykami (Paulinho da Costą, Steve’em Gaddem, Joem Sample’em, Davidem Sanbornem, Marcusem Millerem...). Album ten został zatytułowany Tenderness (Czułość). W 1996 roku został wydany kolejny album – pierwszy z serii „Best of”, ale ostatni wydany przez wytwórnię Warner Bros. Po zakończeniu kontraktu Al Jarreau grał wiele koncertów w różnych miejscach i z wieloma muzykami. 1998 podpisał umowę z Verve/GRP. Ten kontrakt dał mu nowe możliwości, nowe znajomości, ale też pozwolił współpracować ze starymi przyjaciółmi (np. z Tommym Li Pumą). Na początku 2000 roku Al Jarreau wydał swój pierwszy album w wytwórni Verve/GRP zatytułowany „TomorrowToday”.

## Nagrody
Al Jarreau pięciokrotnie był laureatem nagrody Grammy:
- 1977 – Look to the Rainbow – najlepszy wokalista jazzowy
- 1978 – All Fly Home – najlepszy wokalista jazzowy
- 1981 – Blue Rondo a la Turk – najlepszy wokalista jazzowy
- 1981 – Breakin’ Away – najlepszy wokalista pop
- 1992 – Heaven and Earth – najlepszy wokalista R&B

Jest jedynym wykonawcą, który został uznany najlepszym wokalistą jazzowym, pop i R&B.

## Wybrana dyskografia
- 1975 We Got By
- 1976 Glow
- 1977 Look to the Rainbow
- 1978 All Fly Home
- 1980 This Time
- 1981 Breakin’ Away
- 1983 Jarreau
- 1984 High Crime
- 1985 In London
- 1986 L Is for Lover
- 1988 Heart’s Horizon
- 1992 Heaven and Earth
- 1994 Tenderness
- 1996 Best of
- 1999 Tomorrow – Today
- 2002 All I Got
- 2002 Samba de Uma Nota So
- 2004 Accentuate the Positive
- 2007 Givin’ It Up (featuring George Benson)
- 2008 Christmas
- 2009 The Very Best Of: An Excellent Adventure
- 2014 My Old Friend: Celebrating George Duke